# Leonid Spirin
Leonid Vasilievitsj Spirin (Russisch: Леонид Васильевич Спирин) (Zhavoronkiy - Moskou, 21 juni 1932 - 23 februari 1982) was een Sovjet-atleet, die was gespecialiseerd in de 20 km snelwandelen.

## Loopbaan
Spirin vertegenwoordigde de Sovjet-Unie op de Olympische Spelen van 1956 in Melbourne. Hier won hij op het onderdeel 20 km snelwandelen een gouden medaille in een tijd van 1:31.28 voor zijn landgenoten Antanas Mikénas (zilver) en Bruno Junk (brons).
Spirin werd in 1957 onderscheiden met de Order of the Badge of Honor.

## Titels
- Olympisch kampioen 20 km snelwandelen - 1956

## Wereldrecords
- 20 km snelwandelen - 1:27.29 (Moskou, 7 juli 1957)

## Palmares

### 20 km snelwandelen
- 1956:  OS - 1:31.28
- 1957:  World Student Games - 1:33.02
- 1958:  EK - 1:35.04,2

1956: Leonid Spirin ·
1960: Volodymyr Holoebnytsjy ·
1964: Ken Matthews ·
1968: Volodymyr Holoebnytsjy ·
1972: Peter Frenkel ·
1976: Daniel Bautista ·
1980: Maurizio Damilano ·
1984: Ernesto Canto ·
1988: Jozef Pribilinec ·
1992: Daniel Plaza ·
1996: Jefferson Pérez ·
2000: Robert Korzeniowski ·
2004: Ivano Brugnetti ·
2008: Valeri Bortsjin ·
2012: Chen Ding ·
2016: Wang Zhen ·
2020: Massimo Stano ·
2024: Brian Pintado